# Сигла (заповедное урочище)
Си́гла — заповедное урочище местного значения в Украине. Расположен в пределах Стрыйского района Львовской области, между сёлами Задельское и Красное.
Площадь 25 га. Основана решением Львовского областного совета от 9 октября 1984 года за № 495. Находится в ведении ГП «Боринский лесхоз» (Мохнатское лесничество, квадрат 9).
Статус предоставлен с целью сохранения высокопроизводительных насаждений ели. Заповедное урочище расположено при юго-западных склонах хребта Довжки в массиве Сколевские Бескиды.